# Murcja
Murcja (hiszp. Murcia) – miasto w południowo-wschodniej Hiszpanii, stolica regionu o tej samej nazwie, nazywana Sadem Europy, znana głównie z katedry.

## Historia
Miasto założone w 825 roku przez Abd ar-Rahmana II. W XI–XIII wieku stolica samodzielnego państwa. Panowanie arabskie zakończyło się w 1243 roku.

## Geografia
Miasto leży nad rzeką Segura.

### Klimat
Znajduje się ono w strefie ciepłego klimatu półpustynnego (klasyfikacja Köppena – BSh). Zimy są bardzo łagodne, a lata – długie, w połowie gorące, z bardzo małą ilością opadów. Okazjonalnie występuje intensywny deszcz. Suma rocznych opadów wynosi około 300 mm. Nocne przymrozki są rzadkie, średnio do 5,5 raza rocznie.
| Miesiąc | Sty  | Lut  | Mar  | Kwi  | Maj  | Cze  | Lip  | Sie  | Wrz  | Paź  | Lis  | Gru  | Roczna |
| --- | ---- | ---- | ---- | ---- | ---- | ---- | ---- | ---- | ---- | ---- | ---- | ---- | ------ |
| Średnie temperatury w dzień [°C]                                                                                                  | 16,6 | 18,4 | 20,9 | 23,3 | 26,6 | 31,0 | 34,0 | 34,2 | 30,4 | 25,6 | 20,3 | 17,2 | 24,9   |
| Średnie dobowe temperatury [°C]                                                                                                   | 10,6 | 12,2 | 14,3 | 16,5 | 20,0 | 24,2 | 27,2 | 27,6 | 24,2 | 19,8 | 14,6 | 11,5 | 18,6   |
| Średnie temperatury w nocy [°C]                                                                                                   | 4,7  | 5,9  | 7,7  | 9,7  | 13,3 | 17,4 | 20,3 | 20,9 | 18,0 | 13,9 | 8,9  | 5,8  | 12,3   |
| Opady [mm] | 27   | 27   | 30   | 25   | 28   | 18   | 3    | 8    | 32   | 36   | 32   | 29   | 297    |
| Średnia liczba dni z opadami | 3,8  | 3,6  | 3,3  | 3,6  | 3,9  | 2,0  | 0,6  | 1,0  | 3,0  | 3,7  | 4,1  | 3,9  | 36,5   |
| Wilgotność [%] | 65   | 63   | 59   | 53   | 52   | 49   | 50   | 54   | 59   | 64   | 65   | 68   | 58     |
| Średnie usłonecznienie [h] | 189  | 190  | 223  | 256  | 289  | 323  | 353  | 316  | 239  | 217  | 189  | 172  | 2967   |
| Źródło: Agencia Estatal de Meteorología (liczba dni z opadami dla wartości 1 mm, wysokość 61 m n.p.m., 25 km od morza, 1984-2010) |      |      |      |      |      |      |      |      |      |      |      |      |        |

| Miesiąc | Sty  | Lut  | Mar  | Kwi  | Maj  | Cze  | Lip  | Sie  | Wrz  | Paź  | Lis  | Gru  | Roczna |
| --- | ---- | ---- | ---- | ---- | ---- | ---- | ---- | ---- | ---- | ---- | ---- | ---- | ------ |
| Średnie temperatury w dzień [°C]                                                                                             | 16,0 | 16,7 | 18,5 | 20,4 | 22,9 | 26,4 | 28,9 | 29,5 | 27,5 | 24,0 | 19,8 | 16,9 | 22,3   |
| Średnie dobowe temperatury [°C]                                                                                              | 10,8 | 11,6 | 13,4 | 15,3 | 18,4 | 22,2 | 24,8 | 25,5 | 23,2 | 19,4 | 14,9 | 11,9 | 17,6   |
| Średnie temperatury w nocy [°C]                                                                                              | 5,5  | 6,5  | 8,4  | 10,2 | 13,8 | 17,9 | 20,7 | 21,5 | 18,9 | 14,7 | 10,0 | 6,8  | 12,9   |
| Opady [mm] | 42   | 27   | 24   | 23   | 25   | 7    | 2    | 7    | 39   | 39   | 47   | 30   | 313    |
| Średnia liczba dni z opadami                                                                                                 | 3,7  | 3,2  | 3,2  | 2,9  | 3,0  | 1,1  | 0,4  | 0,8  | 2,6  | 3,6  | 4,4  | 4,1  | 32,9   |
| Wilgotność [%] | 72   | 71   | 70   | 68   | 69   | 69   | 70   | 72   | 71   | 73   | 72   | 73   | 71     |
| Średnie usłonecznienie [h]                                                                                                   | 173  | 171  | 206  | 224  | 266  | 288  | 307  | 283  | 224  | 200  | 162  | 156  | 2621   |
| Źródło: Agencia Estatal de Meteorología (liczba dni z opadami dla wartości 1 mm, wysokość 4 m n.p.m., nad morzem, 1981-2010) |      |      |      |      |      |      |      |      |      |      |      |      |        |

## Demografia
Według danych hiszpańskiego Ministerstwa Rozwoju tzw. Wielki Zespół Miejski Murcji (hiszp. Grande Área Urbana) ma 643 854 mieszkańców na powierzchni 1231 km²; w latach 2001–2011 nastąpił wzrost ludności o 119 884 osób, czyli 23%.
Rozwój populacji (1842-2010)

## Gospodarka
W okolicach uprawia się na dużą skalę winorośl, cytrusy, warzywa i kwiaty.

## Transport
W mieście znajduje się stacja kolejowa Murcia del Carmen w dzielnicy Carmen.
Komunikacja miejska składa się z 2 linii tramwajowych i linii autobusowych.

## Ważne budowle i osobistości
Najsłynniejszą budowlą jest potężna gotycka katedra Santa Maria (Catedral de Santa María), której wieża ma 92 m wysokości i po wieży w Sewilli (96 m) – jest najwyższa w Hiszpanii. Dzwony tej katedry, których łącznie jest 25 wybijają zawsze godzinę 13, czyli czas na posiłek. Jej późniejsza, barokowa fasada wykonana jest z jasnego marmuru tj.: dwie kondygnacje potężnych korynckich kolumn ujmują dziesiątki kamiennych rzeźb, z koronacją Najświętszej Marii Panny w centrum i Wniebowzięciem powyżej. Wokół nich znajdują się figury hiszpańskich świętych i królów.
Zabytkiem eklektyzmu jest wielostylowe Kasyno (dawniej klub dla elit miejskich – obecnie udostępnione do zwiedzania).
Miasto posiada bogate zbiory dzieł barokowego rzeźbiarza Francisco Salzillo (1707-1783), który urodził się i zmarł w Murcji. Przy Plaza San Agustín znajduje się muzeum jego twórczości – Museo Salzillo. Z miastem związany był także rzeźbiarz José Planes i konserwatywny pisarz oraz poeta José Selgas.

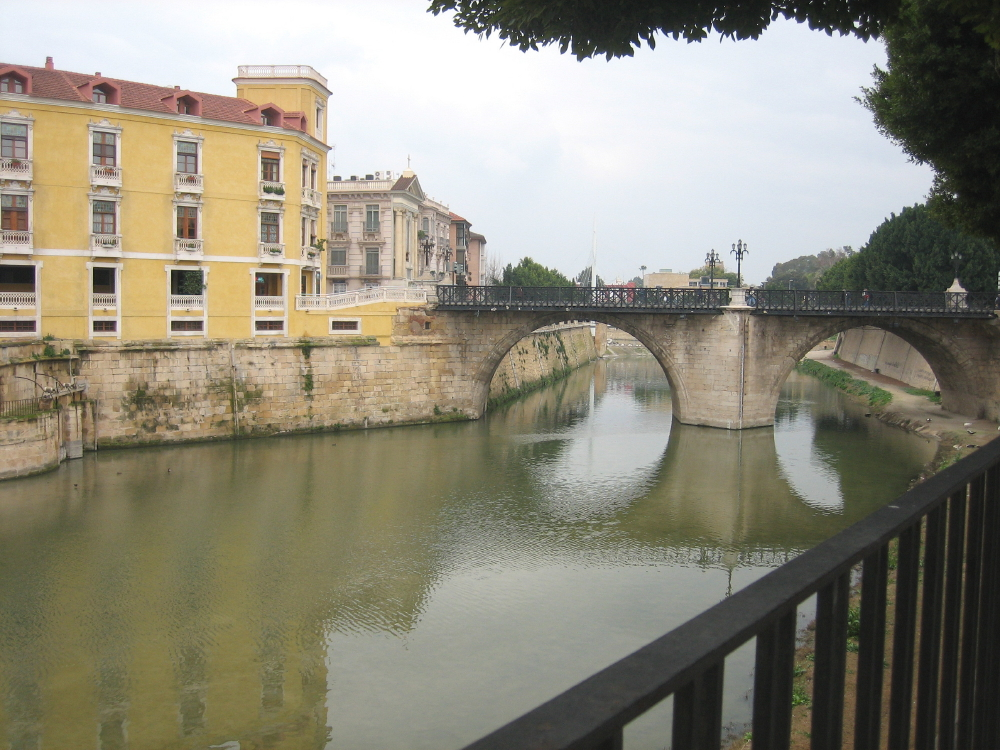
Stary most nad rzeką Segura
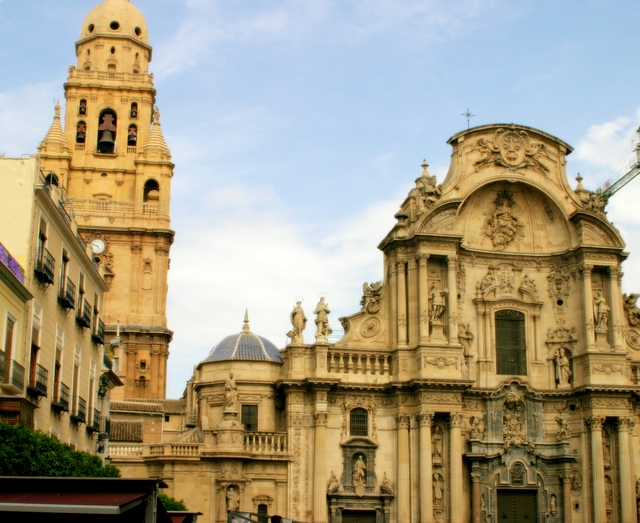
Katedra w Murcji
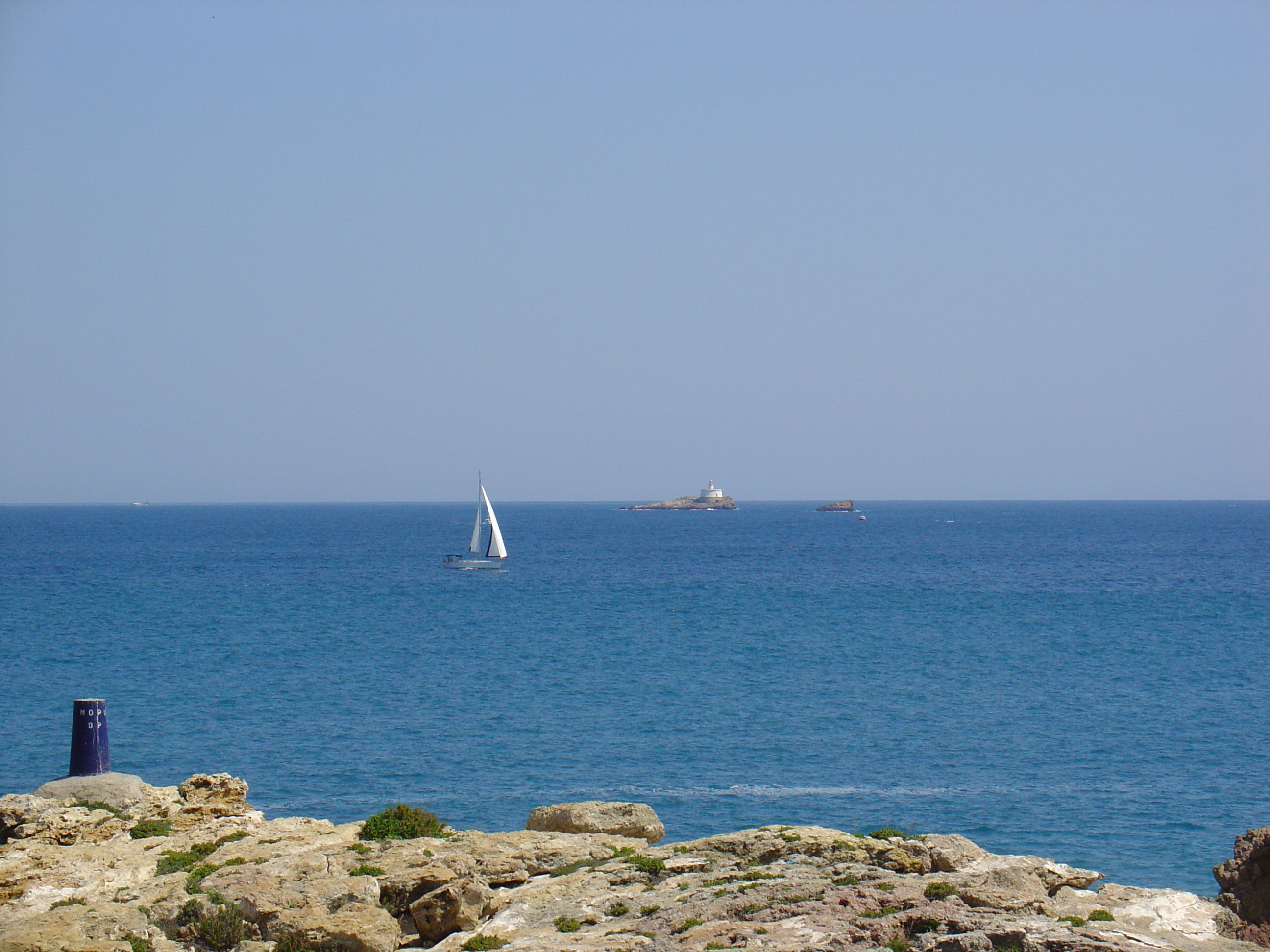
Widok na wyspy Hormigas z latarni na Cabo de Palos w Murcji

## Miasta partnerskie
- Miami
- Lecce
- Grasse
- Irapuato
- Murcia,
- Łódź